# 胡国瑞 (1908年)
胡国瑞（1908年—1998年），字芝湘，男，湖北当阳人，中国古典文学研究家，武汉大学教授，曾任中华诗词学会顾问。